# Communes de la province de Varèse
- Haut – A
- B
- C
- D
- E
- F
- G
- H
- I
- J
- K
- L
- M
- N
- O
- P
- Q
- R
- S
- T
- U
- V
- W
- X
- Y
- Z

## A
- Agra
- Albizzate
- Angera
- Arcisate
- Arsago Seprio
- Azzate
- Azzio

## B
- Barasso
- Bardello
- Bedero Valcuvia
- Besano
- Besnate
- Besozzo
- Biandronno
- Bisuschio
- Bodio Lomnago
- Brebbia
- Bregano
- Brenta
- Brezzo di Bedero
- Brinzio
- Brissago-Valtravaglia
- Brunello
- Brusimpiano
- Buguggiate
- Busto Arsizio

## C
- Cadegliano-Viconago
- Cadrezzate
- Cairate
- Cantello
- Caravate
- Cardano al Campo
- Carnago
- Caronno Pertusella
- Caronno Varesino
- Casale Litta
- Casalzuigno
- Casciago
- Casorate Sempione
- Cassano Magnago
- Cassano Valcuvia
- Castellanza
- Castello Cabiaglio
- Castelseprio
- Castelveccana
- Castiglione Olona
- Castronno
- Cavaria con Premezzo
- Cazzago Brabbia
- Cislago
- Cittiglio
- Clivio
- Cocquio-Trevisago
- Comabbio
- Comerio
- Cremenaga
- Crosio della Valle
- Cuasso al Monte
- Cugliate-Fabiasco
- Cunardo
- Curiglia con Monteviasco
- Cuveglio
- Cuvio

## D
- Daverio
- Dumenza
- Duno

## F
- Fagnano Olona
- Ferno
- Ferrera di Varese

## G
- Gallarate
- Galliate Lombardo
- Gavirate
- Gazzada Schianno
- Gemonio
- Gerenzano
- Germignaga
- Golasecca
- Gorla Maggiore
- Gorla Minore
- Gornate-Olona
- Grantola

## I
- Inarzo
- Induno Olona
- Ispra

## J
- Jerago con Orago

## L
- Lavena Ponte Tresa
- Laveno-Mombello
- Leggiuno
- Lonate Ceppino
- Lonate Pozzolo
- Lozza
- Luino
- Luvinate

## M
- Maccagno
- Malgesso
- Malnate
- Marchirolo
- Marnate
- Marzio
- Masciago Primo
- Mercallo
- Mesenzana
- Montegrino Valtravaglia
- Monvalle
- Morazzone
- Mornago

## O
- Oggiona con Santo Stefano
- Olgiate Olona
- Origgio
- Orino
- Osmate

## P
- Pino sulla Sponda del Lago Maggiore
- Porto Ceresio
- Porto Valtravaglia

## R
- Rancio Valcuvia
- Ranco

## S
- Saltrio
- Samarate
- Sangiano
- Saronno
- Sesto Calende
- Solbiate Arno
- Solbiate Olona
- Somma Lombardo
- Sumirago

## T
- Taino
- Ternate
- Tradate
- Travedona-Monate
- Tronzano Lago Maggiore

## U
- Uboldo

## V
- Valganna
- Varano Borghi
- Varèse
- Vedano Olona
- Veddasca
- Venegono Inferiore
- Venegono Superiore
- Vergiate
- Viggiù
- Vizzola Ticino